# Don Wright (Hürdenläufer)
Donald Ernest Wright (* 26. April 1959) ist ein ehemaliger australischer Hürdenläufer, der sich auf die 110-Meter-Distanz spezialisiert hatte und wegen seiner Sprintstärke auch in der 4-mal-100-Meter-Staffel eingesetzt wurde.
1977 gewann er Bronze bei den Pacific Conference Games.
Bei den Commonwealth Games 1978 in Edmonton wurde er Achter über 110 m Hürden und Siebter mit der australischen 4-mal-100-Meter-Stafette.
1982 holte er Bronze bei den Commonwealth Games in Brisbane mit seiner persönlichen Bestzeit von 13,58 s, und 1983 schied er bei den Leichtathletik-Weltmeisterschaften in Helsinki im Halbfinale aus.
Bei den Olympischen Spielen 1984 in Los Angeles erreichte er das Halbfinale.
1985 wurde er Vierter beim Leichtathletik-Weltcup in Canberra, und 1986 gewann er erneut Bronze bei den Commonwealth Games in Edinburgh.
Bei den Leichtathletik-Hallenweltmeisterschaften 1987 in Indianapolis scheiterte er über 60 m Hürden im Vorlauf.
Von 1983 bis 1989 wurde er siebenmal in Folge Australischer Meister.